# 韋蘭-尤坦尼集團
韋蘭德-尤坦尼集團（英語：Weyland-Yutani Corporation，又譯韋蘭德-湯谷公司）是一家虛構公司，出現於異形系列電影及相關作品中，在系列中有時只被簡稱為公司（英語：The Company）。其口號為「建立更美好的世界」。這家公司管理著在太陽系之外的人類殖民地，當它得知有異形這種生物後，便不惜一切代價（甚至為此犧牲許多人的生命）要獲取這種生物的樣本，以研發生物武器來增強其在宇宙中的力量。
在電影虛構的情節裡，韋蘭德公司最初是由科學家彼得·韋蘭德在2012年建立。它靠著太陽能起家，之後其業務逐漸壯大起來，擴展至能源、基因工程、軍事、仿生学、外星殖民等眾多領域。2025年，韋蘭德公司創始人彼得·韋蘭德製造出第一代的人造人大衛。2099年，韋蘭德公司與日本的尤坦尼公司合併，自此成為韋蘭德-尤坦尼集團。
自從《異形》電影推出後，這家虛構公司便多次出現在新聞媒體所選出的虛構邪惡組織或公司名單上，其中包括《帝國雜誌》的影史最邪惡公司名單。

## 創作構想

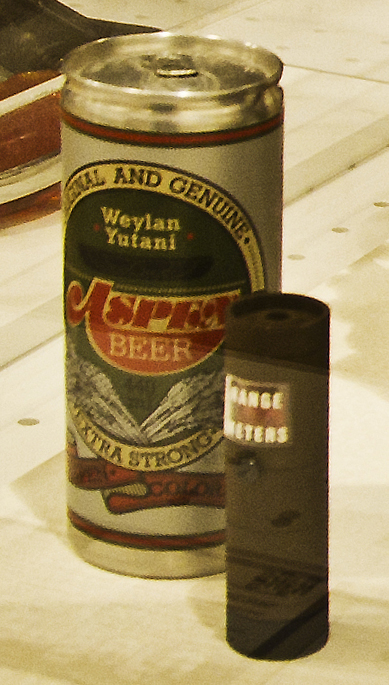
1979年電影《異形》裡韋蘭德-尤坦尼集團生產的啤酒罐複製品。

曾執導多部《異形》電影的導演雷利·史考特於受訪時表示，他設想在未來的世界是被超級大公司所操控，就跟電影《異形》和《銀翼殺手》裡一樣。
羅恩·科布創造了「韋蘭德-尤坦尼」的名字，這個名字暗示著「窮困的舊英国重新崛起，並与日本聯合起来」。
《異形2》的導演詹姆士·柯麥隆從16世紀荷蘭西印度公司與軍隊結盟擴大其商業利益的作法獲取靈感，以顯示韋蘭德-尤坦尼集團與海軍陸戰隊之間的關係。
演員雪歌妮·薇佛在接受《洛杉磯時報》採訪時表示：「（現今的）許多公司仍和電影裡的韋蘭德-尤坦尼集團一樣貪婪，不幸的是，這個想法在我們的世界中非常活躍」。
在電影《普羅米修斯》上映前，作為病毒式行銷宣傳的一部分，20世紀福克斯影業建立了一個虛構的韋蘭公司的官方網站，詳細介紹了該公司和其創始人彼得·韋蘭德的發展經歷。

## 電影描述

### 普罗米修斯 (电影)
《異形》的前傳電影《普羅米修斯》裡，韋蘭德公司創始人彼得·韋蘭德派出「普羅米修斯」飛船前往LV-223星球尋找創造人類的外星人「工程師」，自己亦暗中躲在飛船內。年邁的韋蘭德希望這些「造物主」能夠讓他免於死亡。然而當他們抵達目的地後，最終韋蘭德被一個僅存的工程師殺死。

### 異形：聖約
《異形：聖約》中的殖民太空船「聖約號」也是隸屬於韋蘭德-尤坦尼集團的。

### 異形 (電影系列)
2122年，韋蘭德-尤坦尼集團知悉一艘墜毀在LV-426星球上的外星飛船，為了取得上面的外星生物，公司特意讓人造人艾許滲透入集團的諾史莫號飛船上，確保將異形生物偷偷運至飛船上，但艾倫·蕾普莉中尉終阻止了此一陰謀。

### 異形2
57年後（2179年），在韋蘭德-尤坦尼集團的計畫下，讓158人不知情的人類定居於LV-426星球上，以獲取大量利潤，他們很快被成群的異形殺害。集團高層卡特·伯克隨之讓蕾普利與一批海軍陸戰隊隊員前往該星球調查，以伺機將異形樣本帶回地球。但這個計劃失敗了，隨著巨大的爆炸，異形巢穴與殖民地一同被毀。

### 异形3
當韋蘭德-尤坦尼集團察覺到蕾普利降落在監獄星球Fiorina 161上、且已成為異形女王的宿主後，便派出了代表前去意圖說服蕾普利投降，還聲稱會幫她殺死異形女王。然而蕾普利為了不讓集團的陰謀得呈，選擇自殺身亡。

## 外部連結
- 為宣傳《普羅米修斯》而建立的韋蘭公司網站 （英文）